# Ivan Paulovich
Ivan Paulovich (3 oktober 1989) is een in België wonende danser van Wit-Russische komaf die internationaal zowel België als Nederland vertegenwoordigde.
Paulovich verhuisde op negenjarige leeftijd van Wit-Rusland naar België. Hij werd verschillende malen zowel in België als in Nederland nationaal jeugdkampioen. Met Nika Savena nam hij in 2007 deel aan een wereldbekerwedstrijd Latin dansen in Blackpool.
In 2008 won hij de Nederlandse versie van het televisieprogramma So You Think You Can Dance. Dit leverde hem een rol op in de musical Footloose en een dansopleiding in de Verenigde Staten.
Op 24 juli 2009 werd Paulovich opgenomen in het ziekenhuis met een longontsteking. Een dag later werd hij getroffen door een hartinfarct.
In september 2009 was hij te zien als een van de deelnemers van het dansprogramma Let's Dance onder de naam The Mask.
In 2010 is Paulovich de vaste choreograaf en dansleraar van de Doenja Kids. Tijdens het tweejaarlijkse grote dance4life-event op 27 november 2010 trad Paulovich samen met dertig Doenja Kids op. 
Hij is ook als rapper werkzaam en heeft samen met Rob van Daal het nummer "Leef en geniet" uitgebracht. In de videoclip van dit nummer speelt Elastic Double (2e plaats Holland's Got Talent 2010) ook een grote rol.
In 2011 nam hij deel aan het programma The Ultimate Dance Battle. Hij zat in Team Shaker dat in de eerste liveshow uitgeschakeld werd.
In 2012 was hij te zien in de musical Saturday Night Fever. Hier vormde hij samen met Iris Meeusen het Latin Couple en behoorde hij tot het ensemble.